# Nickerson (Nebraska)
Nickerson je selo u američkoj saveznoj državi Nebraska. Prema popisu stanovništva iz 2010. u njemu je živjelo 369 stanovnika.